# Empoasca guevarai
Empoasca guevarai är en insektsart som beskrevs av González 1955. Empoasca guevarai ingår i släktet Empoasca och familjen dvärgstritar. Inga underarter finns listade i Catalogue of Life.